# ドミニカ共和国出身のメジャーリーグベースボール選手一覧

ドミニカ共和国出身のメジャーリーグベースボール選手一覧（どみにかきょうわこくのめじゃーりーぐべーすぼーるしゅっしんのせんしゅいちらん）は、メジャーリーグベースボールでプレーしたドミニカ共和国出身選手の一覧記事である。1956年以降568人の選手がいる。太字は現役選手、その他は引退選手及びメジャーリーグ以外のリーグでプレーしている選手。同名の選手の場合は右に現役時代の主な守備位置、現役年数の順で示す。

## A
- Albert Abreu（アルバート・アブレイユ）
- Bryan Abreu（ブライアン・アブレイユ）
- Juan Abreu（フアン・アブレイユ）
- Tony Abreu（トニー・アブレイユ）
- Winston Abreu（ウィンストン・アブレイユ）
- Domingo Acevedo（ドミンゴ・アセベド）
- Jose Acevedo（ホセ・アセベド）
- Cristhian Adames（クリスチャン・アダメス）
- Willy Adames（ウィリー・アダメス）
- Joan Adon（ヨアン・アドン）
- Gibson Alba（ギブソン・アルバ）
- Hanser Alberto（ハンサー・アルベルト）
- Al Alburquerque（アル・アルバカーキ）
- Jorge Alcala（ホルヘ・アルカラ）
- Santo Alcala（サント・アルカラ）
- Arismendy Alcantara（アリスメンディ・アルカンタラ）
- Israel Alcantara（イスラエル・アルカンタラ）
- Kevin Alcantara（ケビン・アルカンタラ）
- Raul Alcantara（ラウル・アルカンタラ）
- Sandy Alcantara（サンディ・アルカンタラ）
- Sergio Alcantara（セルジオ・アルカンタラ）
- Victor Alcantara（ビクター・アルカンタラ）
- Manny Alexander（マニー・アレクサンダー）
- Antonio Alfonseca（アントニオ・アルフォンセカ）
- Carlos Almanzar（カルロス・アルマンザー）
- Antonio Almonte(アントニオ・アルモンテ)
- Abraham Almonte（エイブラハム・アルモンテ）
- Edwin Almonte（エドウィン・アルモンテ）
- Erick Almonte（エリック・アルモンテ）
- Hector Almonte（ヘクター・アルモンテ）
- Miguel Almonte（ミゲル・アルモンテ）
- Zoilo Almonte（ソイロ・アルモンテ）
- Felipe Alou（フェリペ・アルー）
- Jesus Alou（ヘスス・アルー）
- Matty Alou（マティ・アルー）
- Dario Alvalez（ダリオ・アルバレス）
- Pedro Alvalez（ペドロ・アルバレス）
- Elvis Alvarado（エルビス・アルバラード）
- Adael Amador（アダエル・アマダー）
- Joaquin Andujar（ホアキン・アンドゥハー）
- Luis Andujar（ルイス・アンドゥハー）
- Miguel Andujar（ミゲル・アンドゥハー）
- Aristides Aquino（アリスティデス・アキーノ）
- Greg Aquino（グレッグ・アキーノ）
- Jayson Aquino（ジェイソン・アキーノ）
- Pedro Araujo（ペドロ・アラウホ）
- Alberto Arias（アルベルト・アリアス）
- Joaquin Arias（ホアキン・アリアス）
- Jonathan Aro（ジョナサン・アロ）
- Jailo Asencio（ハイロ・アセンシオ）
- Miguel Asencio（ミゲル・アセンシオ）
- Ezequiel Astacio（エセキエル・アスタシオ）
- Pedro Astacio（ペドロ・アスタシオ）
- Abiatal Avelino（アビアタル・アベリーノ）
- Erick Aybar（エリック・アイバー）
- Manny Aybar（マニー・アイバー）
- Willy Aybar（ウィリー・アイバー）

## B
- Benito Baez（ベニート・バエズ）
- Pedro Baez（ペドロ・バエズ）
- Sandy Baez（サンディ・バエズ）
- Lorenzo Barcelo（ロレンゾ・バルセロ）
- Luis Barrera（ルイス・バレラ）
- Samuel Basallo（サミュエル・バサロ）
- Antonio Bastardo（アントニオ・バスタルド）
- Miguel Batista（ミゲル・バティスタ）
- Rafael Batista（ラファエル・バティスタ）
- Tony Batista（トニー・バティスタ）
- Danny Bautista（ダニー・バティスタ）
- Denny Bautista（デニー・バティスタ）
- Felix Bautista（フェリックス・バティスタ）
- Gerson Bautista（ヘルソン・バティスタ）
- Jose Bautista（ホセ・バティスタ）【投手　1988-1997】
- Jose Bautista（ホセ・バティスタ）【外野手　2004-2018】
- Rafael Bautista（ラファエル・バティスタ）
- Pedro Beato（ペドロ・ベアト）
- George Bell（ジョージ・ベル）
- Juan Bell（フアン・ベル）
- Rafael Belliard（ラファエル・ベリアード）
- Brayan Bello（ブライアン・ベイオ）
- Francis Beltran（フランシス・ベルトラン）
- Adrian Beltre（エイドリアン・ベルトレ）
- Engel Beltre（エンヘル・ベルトレ）
- Esteban Beltre（エステバン・ベルトレ）
- Armando Benitez（アーマンド・ベニテス）
- Joaquin Benoit（ホアキン・ベノワ）
- Warming Bernabel（ウォーミング・バーナベル）
- Juan Bernhardt（フアン・バーンハート）
- Angel Berroa（アンヘル・ベローア）
- Geronimo Berroa（ジェロニモ・ベローア）
- Prelander Berroa（プリランダー・ベローア）
- Steward Berroa（スチュウォード・ベローア）
- Wilson Betemit（ウィルソン・ベテミー）
- Osvaldo Bido（オスバルド・ビド）
- Randor Bierd（ランダー・ビアード）
- Ronel Blanco（ロネル・ブランコ）
- Tony Blanco（トニ・ブランコ）
- Emilio Bonifacio（エミリオ・ボニファシオ）
- Jorge Bonifacio（ホルヘ・ボニファシオ）
- Lisalverto Bonilla（リサルベルト・ボニーヤ）
- Pedro Borbon Sr.（ペドロ・ボーボン・シニア）
- Pedro Borbon Jr.（ペドロ・ボーボン・ジュニア）
- Rafael Bournigal（ラファエル・ボーニガル）
- Huascar Brazoban（ワスカル・ブラゾバン）
- Yhency Brazoban（イェンシー・ブラゾバン）
- Lesli Brea（レスリー・ブレア）
- Bernardo Brito（バーナード・ブリトー）
- Eude Brito（ユーデ・ブリトー）
- Jhony Brito（ジョニー・ブリトー）
- Jorge Brito（ホルヘ・ブリトー）
- Juan Brito（フアン・ブリトー）
- Socrates Brito（ソクラテス・ブリトー）
- Tilson Brito（ティルソン・ブリトー）
- Vidal Brujan（ビダル・ブルハーン）
- Ambiorix Burgos（アンビオリックス・ブルゴス）
- Juan Burgos（フアン・ブルゴス）

## C
- Cesar Cabral（シーザー・カブラル）
- Alberto Cabrera（アルベルト・カブレラ）
- Daniel Cabrera（ダニエル・カブレラ）
- Edwar Cabrera（エドワー・カブレラ）
- Edward Cabrera（エドワード・カブレラ）
- Francisco Cabrera（フランシスコ・カブレラ）
- Genesis Cabrera（ヘネシス・カブレラ）
- Jose Cabrera（ホセ・カブレラ）
- Mauricio Cabrera（マウリシオ・カブレラ）
- Melky Cabrera（メルキー・カブレラ）
- Kelvin Caceres（ケルビン・カセレス）
- Napoleon Calzado（ナポレオン・カルザード）
- Arquímedes Caminero（アルキメデス・カミネーロ）
- Junior Caminero（ジュニオール・カミネロ）
- Sil Campusano（シル・キャンプサーノ）
- Alexander Canario（アレクサンダー・カナリオ）
- Jose Cano（ホセ・カノ）
- Robinson Cano（ロビンソン・カノ）
- Orlando Calixte (オルランド・カリステ)
- Jose Capellan（ホセ・カペラン）
- Ramon Caraballo（ラモン・カラバイヨ）
- Esmailin Caridad（エスマイリン・カリダ）
- Hector Carrasco（ヘクター・カラスコ）
- Joel Carreno（ジョエル・カレーニョ）
- Rico Carty（リコ・カーティ）
- Alexi Casilla（アレクシー・カシーヤ）
- Santiago Casilla（サンティアゴ・カシーヤ）
- Carlos Casimiro（カルロス・カシミロ）
- Blas Castano（ブラス・カスタノ）
- Alberto Castillo（アルベルト・カスティーヨ）
- Braulio Castillo（ブラウリオ・カスティーヨ）
- Carmen Castillo（カーメン・カスティーヨ）
- Diego Castillo（ディエゴ・カスティーヨ）
- Fabio Castillo（ファビオ・カスティーヨ）
- Ivan Castillo（イバン・カスティーヨ）
- Juan Castillo（フアン・カスティーヨ）
- Lendy Castillo（レンディ・カスティーヨ）
- Luis Castillo（ルイス・カスティーヨ）【二塁手　1996-2010】
- Luis Castillo（ルイス・カスティーヨ）【投手　2017-】
- Luis Castillo（ルイス・カスティーヨ）【投手　2022-】
- Manny Castillo（マニー・カスティーヨ）
- Welington Castillo（ウェリントン・カスティーヨ）
- Wilkin Castillo（ウィルキン・カスティーヨ）
- Angel Castro（アンヘル・カストロ）
- Bernie Castro（バーニー・カストロ）
- Bill Castro（ビル・カストロ）
- Fabio Castro（ファビオ・カストロ）
- Miguel Castro（ミゲル・カストロ）
- Rodolfo Castro（ロドルフォ・カストロ）
- Simon Castro（サイモン・カストロ）
- Sterlin Castro（スターリン・カストロ）
- Jose Ceda（ホセ・セダ）
- Andujar Cedeno（アンドゥハー・セデーニョ）
- Cesar Cedeno（シーザー・セデーニョ）
- Domingo Cedeno（ドミンゴ・セデーニョ）
- Gilberto Celestino（ジルベルト・セレスティーノ）
- Robinson Checo（ロビンソン・チェコ）
- Angel Chivilli（アンヘル・チビリ）
- Pedro Ciriaco（ペドロ・シリアコ）
- Jose Cisnero（ホセ・シスネロ）
- Emmanuel Clase（エマヌエル・クラセ）
- Jonatan Clase（ジョナタン・クラセ）
- Maikel Cleto（マイケル・クレト）
- Pasqual Coco（パスカル・ココ）
- Alex Colome（アレックス・コロメ）
- Jesus Colome（ヘスス・コロメ）
- Bartolo Colon（バートロ・コローン）
- Roman Colon（ロマン・コローン）
- Jose Constanza（ホセ・コンスタンザ）
- Roansy Contreras（ロアンシー・コントレラス）
- Daniel Corcino（ダニエル・コルシーノ）
- Franchy Cordero（フランチー・コルデロ）
- Francisco Cordero（フランシスコ・コルデロ）
- Jimmy Cordero（ジミー・コルデロ）
- Narciso Crook（ナルシソ・クルック）
- Francisco Cruceta（フランシスコ・クルセタ）
- Deivi Cruz（デイビー・クルーズ）
- Enrique Cruz（エンリケ・クルーズ）
- Fausto Cruz（ファウスト・クルーズ）
- Juan Cruz（フアン・クルーズ）
- Nelson Cruz（ネルソン・クルーズ）【投手　1997-2003】
- Nelson Cruz（ネルソン・クルーズ）【外野手　2005-2023】
- Oneil Cruz（オニール・クルーズ）
- Rhiner Cruz（ライナー・クルーズ）
- Steven Cruz（スティーブン・クルーズ）
- Victor Cruz（ビクター・クルーズ）
- Jose Cuas（ホセ・クアス）
- Johnny Cueto（ジョニー・クエト）

## D
- Alejandro De Aza（アレハンドロ・デアザ）
- Angel De Jesus（アンヘル・デヘスス）
- Bryan De La Cruz（ブライアン・デラクルーズ）
- Elly De La Cruz（エリー・デラクルーズ）
- Frankie De La Cruz（フランキー・デラクルーズ）
- Joel De La Cruz（ジョエル・デラクルーズ）
- Eury De La Rosa（エウリー・デラロサ）
- Francisco de la Rosa（フランシスコ・デラロサ）
- Ruby De La Rosa（ルビー・デラロサ）
- Tomas de la Rosa（トマス・デラロサ）
- Jorge De Leon（ホルヘ・デレオン）
- Jose De Leon（ホセ・デレオン）
- Abel De Los Santos (アベル・デロスサントス)
- Enyel De Los Santos (エニエル・デロスサントス)
- Fautino De Los Santos (ファウティノ・デロスサントス)
- Luis De Los Santos（ルイス・デロスサントス）【内野手　1988-1991】
- Luis De Los Santos（ルイス・デロスサントス）【投手　2002】
- Luis De Los Santos (ルイス・デロスサントス)【内野手　2024-】
- Ramon De Los Santos（ラモン・デロスサントス）
- Valerio De Los Santos（バレリオ・デロスサントス）
- Yerry De Los Santos (イェリー・デロスサントス)
- Jorge De Paula（ホルヘ・デポーラ）
- Jose De Paula（ホセ・デポーラ）
- Samuel Deduno（サミュエル・デドゥーノ）
- Arturo DeFreites（アルトゥーロ・デフレイテス）
- Miguel Del Pozo（ミゲル・デルポソ）
- Enerio del Rosario（エネーリオ・デルロサリオ）
- Wilson Delgado（ウィルソン・デルガド）
- Cesar Devarez（シーザー・デバレス）
- Jose Devers（ホセ・デバース）
- Rafael Devers（ラファエル・デバース）
- Felix Diaz（フェリックス・ディアス）
- Joselo Diaz（ホセロ・ディアス）
- Jumbo Diaz（ジャンボ・ディアス）
- Lewin Diaz（ルーウィン・ディアス）
- Miguel Diaz（ミゲル・ディアス）
- Robinzon Diaz（ロビンソン・ディアス）
- Victor Diaz（ビクター・ディアス）
- Yainer Diaz（ジャイネル・ディアス）
- Yennsy Diaz（イェンシー・ディアス）
- Wilmer Difo（ウィルマー・ディフォ）
- Miguel Dilone（ミゲル・ディローン）
- Marcos Diplan（マルコス・ディプラン）
- Rafael Dolis（ラファエル・ドリス）
- Freddy Dolsi（フレディ・ドルシ）
- Jasson Dominguez（ジェイソン・ドミンゲス）
- Jose Dominguez（ホセ・ドミンゲス）
- Juan Dominguez（フアン・ドミンゲス）
- Seranthony Dominguez（セランソニー・ドミンゲス）
- Octavio Dotel（オクタビオ・ドーテル）
- Camilo Doval（カミロ・ドバル）
- Mariano Duncan（マリアーノ・ダンカン）
- Carlos Duran（カルロス・デュラン）
- Ezequiel Duran（エセキエル・デュラン）
- Jhoan Duran（ヨアン・デュラン）
- Roberto Duran（ロベルト・デュラン）

## E
- Angelo Encarnacion（アンヘロ・エンカーナシオン）
- Edwin Encarnacion（エドウィン・エンカーナシオン）
- Jerar Encarnacion（ヘラル・エンカーナシオン）
- Juan Encarnacion（フアン・エンカーナシオン）
- Luis Encarnacion（ルイス・エンカーナシオン）
- Mario Encarnacion（マリオ・エンカーナシオン）
- Raynel Espinal（レイネル・エスピナル）
- Santiago Espinal（サンティアゴ・エスピナル）
- Juan Espino（フアン・エスピーノ）
- Nino Espinosa（ニノ・エスピノーザ）
- Carlos Estevez（カルロス・エステベス）
- Leo Estrella（レオ・エストレーヤ）
- Tony Eusebio（トニー・ユーセビオ）

## F
- Sandro Fabian（サンドロ・ファビアン）
- Jeurys Familia（ジェウリス・ファミリア）
- Carlos Febles（カルロス・フェブレス）
- Angel Felipe（アンヘル・フェリペ）
- Junior Felix（ジュニオール・フェリックス）
- Michael Feliz（マイケル・フェリス）
- Neftali Feliz（ネフタリ・フェリス）
- Pedro Feliz（ペドロ・フェリス）
- Felix Fermin（フェリックス・ファーミン）
- Jose Fermin（ホセ・ファーミン）【内野手　2023-】
- Jose Fermin（ホセ・ファーミン）【投手　2025-】
- Ramon Fermin（ラモン・ファーミン）
- Jose Fernandez（ホセ・フェルナンデス）【内野手　1999-2001】
- Jose Fernandez（ホセ・フェルナンデス）【投手　2018-2019】
- Julian Fernandez（フリアン・フェルナンデス）
- Junior Fernandez（ジュニオール・フェルナンデス）
- Tony Fernandez（トニー・フェルナンデス）
- Jose Ferrer（ホセ・フェレール）
- Alfredo Figaro（アルフレド・フィガロ）
- Bien Figueroa（ビーン・フィゲロア）
- Jesus Figueroa（ヘスス・フィゲロア）
- Pedro Figueroa（ペドロ・フィゲロア）
- Yohan Flande（ヨハン・フランデ）
- Kendry Flores（ケンドリー・フローレス）
- Estevan Florial（エステバン・フロリアル）
- Pedro Florimon（ペドロ・フロリモン）
- Bartolome Fortunato（バートロム・フォートチュネイト）
- Frank Francisco（フランク・フランシスコ）
- Juan Francisco（フアン・フランシスコ）
- Julio Franco（フリオ・フランコ）
- Maikel Franco（マイケル・フランコ）
- Wander Franco（ワンダー・フランコ）
- Carlos Frias（カルロス・フリアス）
- Hanley Frias（ハンリー・フリアス）
- Luis Frias（ルイス・フリアス）
- Pepe Frias（ペペ・フリアス）
- Rafael Furcal（ラファエル・ファーカル）

## G
- Armand Gabino（アーマンド・ガビーノ）
- Balvino Galvez（バルビーノ・ガルベス）
- Eddy Garabito（エディ・ガラビト）
- Gerson Garabito（ヘルソン・ガラビト）
- Frank Garces（フランク・ガルセス）
- Amaury Garcia（アマウリー・ガルシア）
- Anderson Garcia（アンダーソン・ガルシア）
- Damaso Garcia（ダマソ・ガルシア）
- Deivi Garcia（デイビー・ガルシア）
- Dermis Garcia（デルミス・ガルシア）
- Edgar Garcia（エドガー・ガルシア）
- Freddy Garcia（フレディ・ガルシア）
- Guillermo Garcia（ギレルモ・ガルシア）
- Jarlin Garcia（ハーリン・ガルシア）
- Jose Garcia（ホセ・ガルシア）
- Leo Garcia（レオ・ガルシア）
- Leury Garcia（レウリー・ガルシア）
- Luis Garcia（ルイス・ガルシア）【内野手　1999】
- Luis Garcia（ルイス・ガルシア）【投手　2013-】
- Reynaldo Garcia（レイナルド・ガルシア）
- Robel Garcia（ロベル・ガルシア）
- Rony Garcia（ロニー・ガルシア）
- Willy Garcia（ウィリー・ガルシア）
- Yimi Garcia（イーミ・ガルシア）
- Domingo German（ドミンゴ・ヘルマン）
- Esteban German（エステバン・ヘルマン）
- Franklyn German（フランクリン・ヘルマン）
- Gonzalez Germen（ゴンザレス・ヘルメン）
- Sammy Gervacio（サミー・ヘルバシオ）
- Jerry Gil（ジェリー・ギル）
- Luis Gil（ルイス・ヒール）
- Alexis Gomez（アレクシス・ゴメス）
- Carlos Gomez（カルロス・ゴメス）
- Hector Gomez（ヘクター・ゴメス）
- Mauro Gomez（マウロ・ゴメス）
- Miguel Gomez（ミゲル・ゴメス）
- Roberto Gomez（ロベルト・ゴメス）
- Denny Gonzalez（デニー・ゴンザレス）
- Erik Gonzalez（エリック・ゴンザレス）
- Jose Gonzalez（ホセ・ゴンザレス）
- Lariel Gonzalez（ラリエル・ゴンザレス）
- Merandy Gonzalez（メランディ・ゴンザレス）
- Oscar Gonzalez（オスカー・ゴンザレス）
- Pedro Gonzalez（ペドロ・ゴンザレス）
- Franklyn Gracesqui（フランクリン・グラセスキー）
- Alfredo Griffin（アルフレド・グリフィン）
- Deivy Grullon（デイビー・グルヨン）
- Cecilio Guante（セシリオ・グアンテ）
- Reymin Guduan（レイミン・グドゥアン）
- Gabriel Guerrero（ガブリエル・ゲレーロ）
- Juan Guerrero（フアン・ゲレーロ）
- Luis Guerrero（ルイス・ゲレーロ）
- Mario Guerrero（マリオ・ゲレーロ）
- Pedro Guerrero（ペドロ・ゲレーロ）
- Vladimir Guerrero（ブラディミール・ゲレーロ）
- Wilton Guerrero（ウィルトン・ゲレーロ）
- Jose Guillen（ホセ・ギーエン）
- Jandel Gustave（ヤンデル・グスターブ）
- Kelvin Gutierrez（ケルビン・グティエレス）
- Cristian Guzman（クリスチャン・グーズマン）
- Domingo Guzman（ドミンゴ・グーズマン）
- Freddy Guzman（フレディ・グーズマン）
- Geraldo Guzman（ヘラルド・グーズマン）
- Joel Guzman（ジョエル・グーズマン）
- Johnny Guzman（ジョニー・グーズマン）
- Jorge Guzman（ホルヘ・グーズマン）
- Juan Guzman（フアン・グーズマン）
- Ronald Guzman（ロナルド・グーズマン）
- Santiago Guzman（サンティアゴ・グーズマン）

## H
- Alen Hanson（アレン・ハンソン）
- Ronny Henriquez（ロニー・ヘンリケス）
- Felix Heredia（フェリックス・ヘレディア）
- Wilson Heredia（ウィルソン・ヘレディア）
- Anderson Hernandez（アンダーソン・ヘルナンデス）
- Ariel Hernandez（アリエル・ヘルナンデス）
- Cesar Hernandez（シーザー・ヘルナンデス）
- Diory Hernandez（ディオリー・ヘルナンデス）
- Elier Hernandez（エリエ・ヘルナンデス）
- Fernando Hernandez（フェルナンド・ヘルナンデス）
- Heriberto Hernandez（ヘリベルト・ヘルナンデス）
- Jose Hernandez（ホセ・ヘルナンデス）
- Manny Hernandez（マニー・ヘルナンデス）
- Marco Hernandez（マルコ・ヘルナンデス）
- Pedro Hernandez（ペドロ・ヘルナンデス）
- Roberto Hernandez（ロベルト・ヘルナンデス）
- Rudy Hernandez（ルディ・ヘルナンデス）
- Runelvys Hernandez（ルネルビス・ヘルナンデス）
- Teoscar Hernandez（テオスカー・ヘルナンデス）
- Jose Herrera（ホセ・ヘレーラ）
- Elian Herrera（エリアン・ヘレーラ）
- Kelvin Herrera（ケルビン・ヘレーラ）
- Rosell Herrera（ロセル・ヘレーラ）

## J
- Juan Jaime（フアン・ハイメ）
- Al Javier（アル・ハビアー）
- Cristian Javier（クリスチャン・ハビエル）
- Julian Javier（フリアン・ハビアー）
- Stan Javier（スタン・ハビアー）
- Domingo Jean（ドミンゴ・ジーン）
- Williams Jerez（ウィリアムズ・ヘレス）
- D'Angelo Jimenez（ディアンジェロ・ヒメネス）
- Dany Jimenez（ダニー・ヒメネス）
- Eloy Jimenez（エロイ・ヒメネス）
- Elvio Jimenez（エルビオ・ヒメネス）
- Jose Jimenez（ホセ・ヒメネス）
- Juan Jimenez（フアン・ヒメネス）
- Kelvin Jimenez（ケルビン・ヒメネス）
- Luis Jimenez（ルイス・ヒメネス）
- Manny Jimenez（マニー・ヒメネス）
- Ubaldo Jimenez（ウバルド・ヒメネス）
- Felix Jorge（フェリックス・ホルヘ）
- Felix Jose（フェリックス・ホセ）
- Rick Joseph（リック・ジョゼフ）

## K
- Franklyn Kilome（フランクリン・キロメ）

## L
- Jairo Labourt（ハイロ・レイバート）
- Juan Lagares（フアン・ラガーレス）
- Junior Lake（ジュニオール・レイク）
- Dinelson Lamet（ディネルソン・ラメット）
- Rafael Landestoy（ラファエル・ランデストイ）
- Sauryn Lao（ソーリン・ラオ）
- Juan Lara（フアン・ララ）
- Yovanny Lara（ヨバニー・ララ）
- Ramon Laureano（ラモン・ラウレアーノ）
- Jose Leclerc（ホセ・ルクラーク）
- Manuel Lee（マニュエル・リー）
- Domingo Leyba（ドミンゴ・レイバ）
- Robinson Leyer（ロビンソン・レイヤー）
- Luis Liberato（ルイス・リベラト）
- Jose Lima（ホセ・リマ）
- Rufino Linares（ルフィーノ・リナーズ）
- Francisco Liriano（フランシスコ・リリアーノ）
- Nelson Liriano（ネルソン・リリアーノ）
- Pedro Liriano（ペドロ・リリアーノ）
- Rymer Liriano（ライマー・リリアーノ）
- Radhames Liz（ラダメス・リズ）
- Winston Llenas（ウィンストン・リーナス）
- Alberto Lois（アルバート・ロイス）
- Aquilino Lopez（アキリーノ・ロペス）
- Jose Lopez（ホセ・ロペス）
- Mendy Lopez（メンディ・ロペス）
- Otto Lopez（オット・ロペス）
- Pedro Lopez（ペドロ・ロペス）
- Reynaldo Lopez（レイナルド・ロペス）
- Elvis Luciano（エルビス・ルシアーノ）
- Marco Luciano（マルコ・ルシアーノ）
- Dawel Lugo（ダウェル・ルーゴ）
- Julio Lugo（フリオ・ルーゴ）
- Ruddy Lugo（ルディ・ルーゴ）
- Hector Luna（ヘクター・ルナ）

## M
- Warner Madrigal（ワーナー・マドリガル）
- Julio Manon（フリオ・マニョン）
- Ramon Manon（ラモン・マニョン）
- Josias Manzanillo（ホシアス・マンザニーロ）
- Ravelo Manzanillo（ラベロ・マンザニーロ）
- Manuel Margot（マニュエル・マーゴット）
- Juan Marichal（フアン・マリシャル）
- Jhan Marinez（ヤン・マリーネス）
- Carlos Marmol（カルロス・マーモル）
- Jose Marmolejos（ホセ・マルモレホス）
- Brailyn Marquez（ブライリン・マルケス）
- Alfred Marte（アルフレド・マルテ）
- Andy Marte（アンディ・マルテ）
- Damaso Marte（ダマソ・マルテ）
- Jefry Marte（ジェフリー・マルテ）
- José Marte (ホセ・マルテ)
- Kelvin Marte（ケルビン・マルテ）
- Ketel Marte（ケーテル・マルテ）
- Luis Marte（ルイス・マルテ）【投手　2011-2012】
- Luis Marte（ルイス・マルテ）【内野手　2021-】
- Noelvi Marte（ノエルビ・マルテ）
- Starling Marte（スターリング・マルテ）
- Victor Marte（ビクター・マルテ）
- Yunior Marte（ユニオル・マルテ）
- Francis Martes（フランシス・マルテス）
- Norberto Martin（ノルベルト・マーティン）
- Anastacio Martinez（アナスタシオ・マルティネス）
- Angel Martinez（アンヘル・マルティネス）
- Carlos Martinez（カルロス・マルティネス）【投手　2006-2007】
- Carlos Martinez（カルロス・マルティネス）【投手　2013-】
- Domingo Martinez（ドミンゴ・マルティネス）
- Felix Martinez（フェリックス・マルティネス）
- Fernando Martinez（フェルナンド・マルティネス）
- Jose Martinez（ホセ・マルティネス）
- Justin Martinez（ジャスティン・マルティネス）
- Luis Martinez（ルイス・マルティネス）
- Manny Martinez（マニー・マルティネス）
- Orelvis Martinez（オレルビス・マルティネス）
- Pablo Martinez（パブロ・マルティネス）
- Pedro Martinez（ペドロ・マルティネス）【投手　1992-2009】
- Pedro Martinez（ペドロ・マルティネス）【投手　1993-1997】
- Ramon Martinez（ラモン・マルティネス）
- Sandy Martinez（サンディ・マルティネス）
- Silvio Martinez（シルビオ・マルティネス）
- Ted Martinez（テッド・マルティネス）
- Victor Mata（ビクター・マタ）
- Henry Mateo（ヘンリー・マテオ）
- Jorge Mateo（ホルヘ・マテオ）
- Juan Mateo（フアン・マテオ）
- Julio Mateo（フリオ・マテオ）
- Marcos Mateo（マルコス・マテオ）
- Ruben Mateo（ルーベン・マテオ）
- Francisco Matos（フランシスコ・マトス）
- Pascual Matos（パスカル・マトス）
- Ronny Mauricio（ロニー・マウリシオ）
- Nomar Mazara（ノマー・マザラ）
- Adonis Medina（アドニス・メディーナ）
- Adalberto Mejia（アダルベルト・メヒア）
- Erick Mejia（エリック・メヒア）
- Francisco Mejia（フランシスコ・メヒア）
- J.C.Mejia（J.C.メヒア）
- Jenrry Mejia（ヘンリー・メヒア）
- Juan Mejia（フアン・メヒア）
- Miguel Mejia（ミゲル・メヒア）
- Roberto Mejia（ロベルト・メヒア）
- Sam Mejias（サム・メヒアス）
- Keury Mella（ケウリー・メジャ）
- Juan Melo（フアン・メロ）
- Cristian Mena（クリスチャン・メナ）
- Roman Mendez（ロマン・メンデス）
- Henry Mercedes（ヘンリー・メルセデス）
- Jose Mercedes（ホセ・メルセデス）
- Luis Mercedes（ルイス・メルセデス）
- Melvin Mercedes（メルビン・メルセデス）
- Yermin Mercedes（ヤーミン・メルセデス）
- Jose Mesa（ホセ・メサ）
- Melky Mesa（メルキー・メサ）
- Luis Mey（ルイス・メイ）
- Juan Minaya（フアン・ミナヤ）
- Raul Mondesi（ラウル・モンデシー）
- Frankie Montas（フランキー・モンタス）
- Agustin Montero（オーガスティン・モンテロ）
- Elehuris Montero（エレフリス・モンテロ）
- Rafael Montero（ラファエル・モンテロ）
- Christian Montes De Oca（クリスチャン・モンテス・デ・オカ）
- Jose Morban（ホセ・モーバン）
- Christopher Morel（クリストファー・モレル）
- Ramon Morel（ラモン・モレル）
- Jose Moreno（ホセ・モレノ）
- Dauri Moreta（ダウリ・モレタ）
- Juan Morillo（フアン・モリーヨ）
- Reyes Moronta（レイエス・モロンタ）
- Andy Mota（アンディ・モタ）
- Danny Mota（ダニー・モタ）
- Guillermo Mota（ギレルモ・モタ）
- Jose Mota（ホセ・モタ）
- Manny Mota（マニー・モタ）
- Arnie Munoz（アーニー・ムニョス）
- Roddery Munoz（ロデリー・ムニョス）
- Yairo Munoz（ジャイロ・ムニョス）

## N
- Yamaico Navarro（ヤマイコ・ナバーロ）
- Hector Neris（ヘクター・ネリス）
- Juan Nicasio（フアン・ニカシオ）
- Ramon Nivar（ラモン・ニバー）
- Junior Noboa（ジュニオール・ノボア）
- Jhonkensy Noel（ジョンケンジー・ノエル）
- Hector Noesi（ヘクター・ノエシ）
- Jordan Norberto（ジョーダン・ノルベルト）
- Nelson Norman（ネルソン・ノーマン）
- Ivan Nova（イバン・ノバ）
- Roberto Novoa（ロベルト・ノボア）
- Abraham Nunez（エイブラハム・ヌニェス） 【内野手　1997-2008】
- Abraham Nunez（エイブラハム・ヌニェス）【外野手　2002-2004】
- Dedniel Nunez（デドニエル・ヌニェス）
- Eduardo Nunez（エドゥアルド・ヌニェス）
- Eduarniel Nunez（エドゥアルニエル・ヌニェス）
- Franklin Nunez（フランクリン・ヌニェス）
- Jose Nunez（ホセ・ヌニェス）【投手　1987-1990】
- Jose Nunez（ホセ・ヌニェス）【投手　2001-2002】

## O
- Jose Offerman（ホセ・オファーマン）
- Alexi Ogando（アレクシー・オガンド）
- Cristofer Ogando（クリストファー・オガンド）
- Nefi Ogando（ネフィ・オガンド）
- Jose Oliva（ホセ・オリバ）
- Chi-Chi Olivo（カイカイ・オリーボ）
- Diomedes Olivo（ディオメンデス・オリーボ）
- Miguel Olivo（ミゲル・オリーボ）
- Oliver Ortega（オリバー・オルテガ）
- David Ortiz（デビッド・オルティーズ）
- Jose Ortiz（ホセ・オルティーズ）
- Luis Ortiz（ルイス・オルティーズ）【内野手　1993-1996】
- Luis Ortiz（ルイス・オルティーズ）【投手　2022-】
- Ramon Ortiz（ラモン・オルティーズ）
- Franquelis Osoria（フランケリス・オソリア）
- Michel Otanez（マイケル・オターネス）
- Willis Otanez（ウィリス・オターネス）
- Juan Oviedo（フアン・オビエド）
- Marcell Ozuna（マーセル・オズーナ）
- Pablo Ozuna（パブロ・オズーナ）

## P
- Cristian Pache（クリスチャン・パチェ）
- Jose Paniagua（ホセ・パニアグア）
- Edward Paredes（エドワード・パレデス）
- Enoli Paredes（エノリ・パレデス）
- Jimmy Paredes（ジミー・パレデス）
- Jose Parra（ホセ・パーラ）
- David Paulino（デビッド・ポーリーノ）
- Felipe Paulino（フェリペ・ポーリーノ）
- Ronny Paulino（ロニー・ポーリーノ）
- Joel Payamps（ジョエル・パヤンプス）
- Carlos Peguero（カルロス・ペゲーロ）
- Elvis Peguero（エルビス・ペゲーロ）
- Francisco Peguero（フランシスコ・ペゲーロ）
- Jailen Peguero（ハイレン・ペゲーロ）
- Julio Peguero（フリオ・ペゲーロ）
- Liover Peguero（リオバー・ペゲーロ）
- Rudy Pemberton（ルディ・ペンバートン）
- Alejandro Pena（アレハンドロ・ペーニャ）
- Angel Pena（アンヘル・ペーニャ）
- Ariel Pena（アリエル・ペーニャ）
- Carlos Pena（カルロス・ペーニャ）
- Elvis Pena（エルビス・ペーニャ）
- Felix Pena（フェリックス・ペーニャ）
- Francisco Pena（フランシスコ・ペーニャ）
- Geronimo Pena（ジェロニモ・ペーニャ）
- Hipolito Pena（ヒポリト・ペーニャ）
- Jeremy Pena（ジェレミー・ペーニャ）
- Jesus Pena（ヘスス・ペーニャ）
- Juan Pena（フアン・ペーニャ）
- Ramon Pena（ラモン・ペーニャ）
- Roberto Pena（ロベルト・ペーニャ）
- Tony Pena（トニー・ペーニャ）【捕手　1980-1997】
- Tony Pena（トニー・ペーニャ）【遊撃手　2006-】
- Tony Pena（トニー・ペーニャ）【投手　2006-】
- Wily Mo Pena（ウィリー・モー・ペーニャ）
- Freddy Peralta（フレディ・ペラルタ）
- Jhonny Peralta（ジョニー・ペラルタ）
- Joel Peralta（ジョエル・ペラルタ）
- Luis Peralta（ルイス・ペラルタ）
- Wandy Peralta（ワンディ・ペラルタ）
- Wily Peralta（ウィリー・ペラルタ）
- Angel Perdomo（アンヘル・ペルドモ）
- Geraldo Perdomo（ヘラルド・ペルドモ）
- Luis Perdomo（ルイス・ペルドモ）【投手　2009-2012】
- Luis Perdomo（ルイス・ペルドモ）【投手　2016-2022】
- Antonio Perez（アントニオ・ペレス）
- Audry Perez（オードリー・ペレス）
- Beltran Perez（ベルトラン・ペレス）
- Carlos Perez（カルロス・ペレス）
- Eury Perez（エウリー・ペレス）【外野手　2012-2015】
- Eury Perez（エウリー・ペレス）【投手　2023-】
- Francisco Perez（フランシスコ・ペレス）
- Hector Perez（ヘクター・ペレス）
- Juan Perez（フアン・ペレス）【投手　2006-】
- Juan Perez（フアン・ペレス）【外野手　2013-】
- Luis Perez（ルイス・ペレス）
- Melido Perez（メリド・ペレス）
- Neifi Perez（ネイフィ・ペレス）
- Odalis Perez（オダリス・ペレス）
- Pascual Perez（パスカル・ペレス）
- Rafael Perez（ラファエル・ペレス）
- Santiago Perez（サンティアゴ・ペレス）
- Timo Perez（ティモ・ペレス）
- Wenceel Perez（ウェンシール・ペレス）
- Yefri Perez（イエフリ・ペレス）
- Yorkis Perez（ヨーキス・ペレス）
- Hipolito Pichardo（ヒポリト・ピチャード）
- Felix Pie（フェリックス・ピーエイ）
- Robinson Pina（ロビンソン・ピーニャ）
- Luis Pineda（ルイス・ピネダ）
- Michael Pineda（マイケル・ピネダ）
- Gregory Polanco（グレゴリー・ポランコ）
- Jorge Polanco（ホルヘ・ポランコ）
- Placido Polanco（プラシド・ポランコ）
- Luis Polonia（ルイス・ポローニャ）
- Arquimedez Pozo（アルキメデス・ポゾ）
- Cesar Puello（シーザー・プエロ）
- Albert Pujols（アルバート・プホルス）
- Luis Pujols（ルイス・プホルス）

## Q
- Johan Quezada（ヨハン・ケサダ）
- Rafael Quirico（ラファエル・クイリコ）

## R
- Agustin Ramirez（オーガスティン・ラミレス）
- Aramis Ramirez（アラミス・ラミレス）
- Carlos Ramirez（カルロス・ラミレス）
- Elizardo Ramirez（エリザード・ラミレス）
- Emmanuel Ramirez（エマニュエル・ラミレス）
- Hanley Ramirez（ハンリー・ラミレス）
- Hector Ramirez（ヘクター・ラミレス）
- Jose Ramirez（ホセ・ラミレス）【内野手　2013-】
- Jose Ramirez（ホセ・ラミレス）【投手　2014-2018】
- Julio Ramirez（フリオ・ラミレス）
- Manny Ramirez（マニー・ラミレス）
- Rafael Ramirez（ラファエル・ラミレス）
- Ramon Ramirez（ラモン・ラミレス）
- Santiago Ramirez（サンティアゴ・ラミレス）
- Yefry Ramirez（イェフリー・ラミレス）
- Yohan Ramirez（ヨハン・ラミレス）
- Domingo Ramos（ドミンゴ・ラモス）
- Raudy Read（ラウディ・リード）
- Alberto Reyes（アルベルト・レイエス）
- Argenis Reyes（アルヘニス・レイエス）
- Denyi Reyes（デニー・レイエス）
- Franmil Reyes（フランミル・レイエス）
- Gilberto Reyes（ジルベルト・レイエス）
- Jesus Reyes（ヘスス・レイエス）
- Jose Reyes（ホセ・レイエス）【遊撃手　2003-2018】
- Jose Reyes（ホセ・レイエス）【捕手　2006】
- Pablo Reyes（パブロ・レイエス）
- Danny Richar（ダニー・リチャー）
- Jose Rijo（ホセ・リーホ）
- Webster Rivas（ウェブスター・リーバス）
- Ben Rivera（ベン・リベラ）
- Sendy Rleal（センディ・レーアル）
- Willis Roberts（ウィリス・ロバーツ）
- Hansel Robles（ハンセル・ロブレス）
- Rafael Robles（ラファエル・ロブレス）
- Victor Robles（ビクター・ロブレス）
- Fernando Rodney （フェルナンド・ロドニー）
- Eddy Rodriguez（エディ・ロドリゲス）
- Elvin Rodriguez（エルビン・ロドリゲス）
- Endy Rodriguez（エンディ・ロドリゲス）
- Felix Rodriguez（フェリックス・ロドリゲス）
- Henry Rodriguez（ヘンリー・ロドリゲス）
- Jefry Rodriguez（ジェフリー・ロドリゲス）
- Joely Rodriguez（ジョエリー・ロドリゲス）
- Jose Rodriguez（ホセ・ロドリゲス）
- Julio Rodriguez（フリオ・ロドリゲス）
- Nerio Rodriguez（ネリオ・ロドリゲス）
- Randy Rodriguez（ランディ・ロドリゲス）
- Ricardo Rodriguez（リカルド・ロドリゲス）
- Richard Rodriguez（リチャード・ロドリゲス）
- Ronny Rodriguez（ロニー・ロドリゲス）
- Wandy Rodriguez（ワンディ・ロドリゲス）
- Yerry Rodriguez（イェリー・ロドリゲス）
- Ed Rogers（エド・ロジャース）
- Esmil Rogers（エスミル・ロジャース）
- Johan Rojas（ヨハン・ロハス）
- Mel Rojas（メル・ロハス）
- Jose Roman（ホセ・ローマン）
- Enny Romero（エニー・ロメロ）
- Fernando Romero（フェルナンド・ロメロ）
- Ramon Romero（ラモン・ロメロ）
- Angel Rondon（アンヘル・ロンドン）
- Rafael Roque（ラファエル・ローク）
- Carlos Rosa（カルロス・ロサ）
- Alberto Rosario（アルベルト・ロサリオ）
- Amed Rosario（アーメッド・ロサリオ）
- Eguy Rosario（イーガイ・ロサリオ）
- Francisco Rosario（フランシスコ・ロサリオ）
- Mel Rosario（メル・ロサリオ）
- Randy Rosario（ランディ・ロサリオ）
- Victor Rosario（ビクター・ロサリオ）
- Wilin Rosario（ウィリン・ロサリオ）
- Ramon Rosso（ラモン・ロッソ）
- Wilkin Ruan（ウィルキン・ルアン）
- Esteury Ruiz（エステウリー・ルイーズ）

## S
- Juan Salas（フアン・サラス）
- Marino Salas（マリーノ・サラス）
- Danny Salazar（ダニー・サラザー）
- Juan Samuel（フアン・サミュエル）
- Alejandro Sanchez（アレハンドロ・サンチェス）
- Angel Sanchez（アンヘル・サンチェス）
- Cristopher Sanchez（クリストファー・サンチェス）
- Duaner Sanchez（デュアネル・サンチェス）
- Felix Sanchez（フェリックス・サンチェス）
- Gary Sanchez（ゲイリー・サンチェス）
- Humberto Sanchez（ウンベルト・サンチェス）
- Jesus Sanchez（ヘスス・サンチェス）【投手　1998-2004】
- Jesus Sanchez（ヘスス・サンチェス）【外野手　2020-】
- Miguel Sanchez（ミゲル・サンチェス）
- Sixto Sanchez（シクスト・サンチェス）
- Miguel Sano（ミゲル・サノ）
- Andres Santana（アンドレス・サンタナ）
- Carlos Santana（カルロス・サンタナ）
- Danny Santana（ダニー・サンタナ）
- Dennis Santana（デニス・サンタナ）
- Domingo Santana（ドミンゴ・サンタナ）
- Edgar Santana（エドガー・サンタナ）
- Ervin Santana（アービン・サンタナ）
- Julio Santana（フリオ・サンタナ）
- Marino Santana（マリーノ・サンタナ）
- Pedro Santana（ペドロ・サンタナ）
- Rafael Santana（ラファエル・サンタナ）
- Ramon Santiago（ラモン・サンティアゴ）
- Antonio Santos（アントニオ・サントス）
- Francisco Santos（フランシスコ・サントス）
- Gregory Santos（グレゴリー・サントス）
- Luis Santos（ルイス・サントス）
- Victor Santos（ビクター・サントス）
- Luis Saturria（ルイス・サトゥーリア）
- Jean Segura（ジーン・セグラ）
- Jose Segura（ホセ・セグラ）
- Leyson Septimo（レイソン・セプティモ）
- Wascar Serrano（ワスカー・セラーノ）
- Anderson Severino（アンダーソン・セベリーノ）
- Atahualpa Severino（アタワルパ・セベリーノ）
- Luis Severino（ルイス・セベリーノ）
- Pedro Severino（ペドロ・セベリーノ）
- Magneuris Sierra（マグネウリス・シエラ）
- Moises Sierra（モイゼス・シエラ）
- Luis Silverio（ルイス・シルベリオ）
- Tom Silverio（トム・シルベリオ）
- Alfred Simon（アルフレド・サイモン）
- Ronny Simon（ロニー・サイモン）
- Jose Siri（ホセ・シリ）
- Julio Solano（フリオ・ソラーノ）
- Alfonso Soriano（アルフォンソ・ソリアーノ）
- George Soriano（ジョージ・ソリアーノ）
- Jose Soriano（ホセ・ソリアーノ）
- Rafael Soriano（ラファエル・ソリアーノ）
- Elias Sosa（エリアス・ソーサ）
- Henry Sosa（ヘンリー・ソーサ）
- Jorge Sosa（ホルヘ・ソーサ）
- Jose Sosa（ホセ・ソーサ）
- Juan Sosa（フアン・ソーサ）
- Sammy Sosa（サミー・ソーサ）
- Gregory Soto（グレゴリー・ソト）
- Juan Soto（フアン・ソト）
- Mario Soto（マリオ・ソト）
- Pedro Strop（ペドロ・ストロップ）
- Wander Suero（ワンダー・スエロ）
- William Suero（ウィリアム・スエロ）

## T
- Domingo Tapia（ドミンゴ・タピア）
- Raimel Tapia（ライメル・タピア）
- Fernando Tatis（フェルナンド・タティス）
- Fernando Tatis Jr.（フェルナンド・タティス・ジュニア）
- Ramon Tatis（ラモン・タティス）
- Jesus Tavarez（ヘスス・タバレス）
- Julian Tavarez（フリアン・タバレス）
- Alex Taveras（アレックス・タベラス）
- Frank Taveras（フランク・タベラス）
- Leody Taveras（レオディ・タベラス）
- Oscar Taveras（オスカー・タベラス）
- Willy Taveras（ウィリー・タベラス）
- Miguel Tejada（ミゲル・テハダ）
- Wilfredo Tejada（ウィルフレド・テハダ）
- Anderson Tejeda（アンダーソン・テヘダ）
- Robinson Tejeda（ロビンソン・テヘダ）
- Amaury Telemaco（アモーリー・テレマーコ）
- Luis Terrero（ルイス・テレーロ）
- Juan Then（フアン・テン）
- Andres Thomas（アンドレス・トーマス）
- Angel Torres（アンヘル・トーレス）
- Ramon Torres（ラモン・トーレス）
- Salomon Torres（サロモン・トーレス）
- Ramon Troncoso（ラモン・トロンコソ）
- Carlos Triunfel（カルロス・トリンフェル）

## U
- Edwin Uceta（エドウィン・ウセタ）
- Jose Urena（ホセ・ウレーニャ）
- Richard Urena（リチャード・ウレーニャ）
- Abner Uribe（アブナー・ウリーベ）
- Jose Uribe（ホセ・ウリーベ）
- Juan Uribe（フアン・ウリーベ）

## V
- Jordany Valdespin（ジョーダニー・バルデスピン）
- Carlos Valdez（カルロス・バルデス）
- Cesar Valdez（シーザー・バルデス）
- Efrain Valdez（エフレイン・バルデス）
- Enmanuel Valdez（エンマニエル・バルデス）
- Framber Valdez（フランバー・バルデス）
- Jose Valdez（ホセ・バルデス）【投手　2011-2012】
- Jose Valdez（ホセ・バルデス）【投手　2015-2018】
- Julio Valdez（フリオ・バルデス）
- Merkin Valdez（マーキン・バルデス）
- Phillips Valdez（フィリップス・バルデス）
- Rafael Valdez（ラファエル・バルデス）
- Sergio Valdez（セルジオ・バルデス）
- Wilson Valdez（ウィルソン・バルデス）
- Yohanny Valera（ヨハニー・バレラ）
- Jose Valverde（ホセ・バルベルデ）
- Carlos Valgas（カルロス・バルガス）
- Claudio Vargas（クラウディオ・バルガス）
- Esmerling Vasquez（エスメルリング・バスケス）
- Jorge Vasquez（ホルヘ・バスケス）
- Rafael Vasquez（ラファエル・バスケス）
- Randy Vasquez（ランディ・バスケス）
- Freddie Velazquez（フレディ・ベラスケス）
- Eugenio Velez（エウヘニオ・ベレス）
- Yordano Ventura（ヨーダノ・ベンチュラ）
- Dario Veras（ダリオ・ベラス）
- Jose Veras（ホセ・ベラス）
- Quilvio Veras（キルビーオ・ベラス）
- Wilton Veras（ウィルトン・ベラス）
- Jose Vidal（ホセ・ビダル）
- Carlos Villanueva（カルロス・ビヤヌエバ）
- Henry Villar（ヘンリー・ビヤー）
- Jonathan Villar（ジョナサン・ビヤー）
- Pedro Viola（ペドロ・バイオーラ）
- Ozzie Virgil, Sr.（オジー・バージル・シニア）
- Arodys Vizcaino（アローディス・ビスカイーノ）
- Jose Vizcaino（ホセ・ビスカイーノ）
- Luis Vizcaino（ルイス・ビスカイーノ）
- Edinson Volques（エディンソン・ボルケス）

## Y
- Esteban Yan（エステバン・ジャン）
- Gabriel Ynoa（ガブリエル・イノア）
- Huascar Ynoa（ワスカル・イノア）
- Michael Ynoa（マイケル・イノア）
- Rafael Ynoa（ラファエル・イノア）

## Z
- Aneurys Zabala（アニュラス・ザバラ）

## ランキング
※安打順
| 順位 | 選手                     | 安打 | HR  | 打点 | 盗塁 | 打率  |
| ---- | ------------------------ | ---- | --- | ---- | ---- | ----- |
| 1    | エイドリアン・ベルトレ   | 3166 | 477 | 1707 | 121  | 0.286 |
| 2    | アルバート・プホルス     | 3082 | 633 | 1982 | 111  | 0.302 |
| 3    | ブラディミール・ゲレーロ | 2590 | 449 | 1496 | 181  | 0.318 |
| 4    | フリオ・フランコ         | 2586 | 173 | 1194 | 281  | 0.298 |
| 5    | マニー・ラミレス         | 2574 | 555 | 1831 | 38   | 0.312 |
| 6    | デビッド・オルティーズ   | 2472 | 541 | 1768 | 17   | 0.286 |
| 7    | ロビンソン・カノ         | 2470 | 311 | 1233 | 51   | 0.304 |
| 8    | サミー・ソーサ           | 2408 | 609 | 1667 | 234  | 0.273 |
| 9    | ミゲル・テハダ           | 2407 | 307 | 1302 | 85   | 0.285 |
| 10   | アラミス・ラミレス       | 2303 | 386 | 1417 | 29   | 0.283 |
| 11   | トニー・フェルナンデス   | 2276 | 94  | 844  | 246  | 0.288 |
| 12   | プラシド・ポランコ       | 2142 | 104 | 723  | 81   | 0.288 |
| 13   | ホセ・レイエス           | 2138 | 145 | 719  | 517  | 0.283 |
| 14   | フェリペ・アルー         | 2101 | 206 | 852  | 107  | 0.288 |
| 15   | アルフォンソ・ソリアーノ | 2095 | 412 | 1159 | 289  | 0.270 |
| 16   | シーザー・セデーニョ     | 2087 | 199 | 976  | 550  | 0.285 |

- 2018年シーズン終了時点
- 太字は現役選手